# Admiral Hipper (1935)
Admiral Hipper byl těžký křižník sloužící v německé Kriegsmarine. Jednalo se o první jednotku třídy Admirál Hipper. Jeho sesterskými loděmi byly těžké křižníky Blücher, Prinz Eugen, Seydlitz a Lützow.

Loď byla pojmenována po admirálu Franzi von Hipper, který v Bitvě u Jutska v roce 1916 velel eskadře bitevních křižníků německé Hochseeflotte a později celému německému válečnému námořnictvu.

## Stavba
Kýl lodi byl založen 6. července 1935 v loděnici Blohm & Voss v Hamburku a trup byl spuštěn na vodu 6. února 1937. Kriegsmarine loď převzala do služby 29. dubna 1939.

## Pohon a pancéřování
Pohon zabezpečovaly tři parní turbíny o celkovém výkonu 132 000 HP (97 680 kW), s nimiž dokázala loď vyvinout maximální rychlost 32,5 uzlu.

Boční pancéřový pás měl maximální sílu 80 mm, palubu chránil pancíř do síly 30mm.

Vzhledem ke své značné hmotnosti téměř 14 000 tun byly lodě třídy Admiral Hipper slabě vyzbrojené a opancéřované a navíc měly nedostačující akční rádius.

## Historie

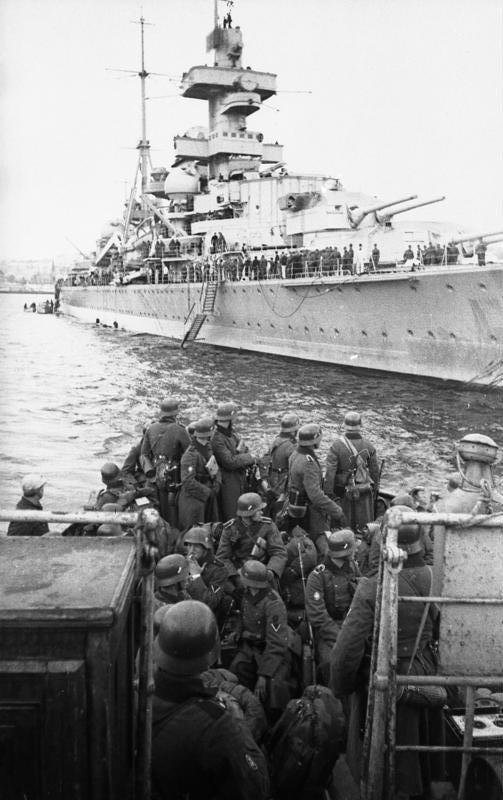
Admiral Hipper během vylodění v Trondheimu

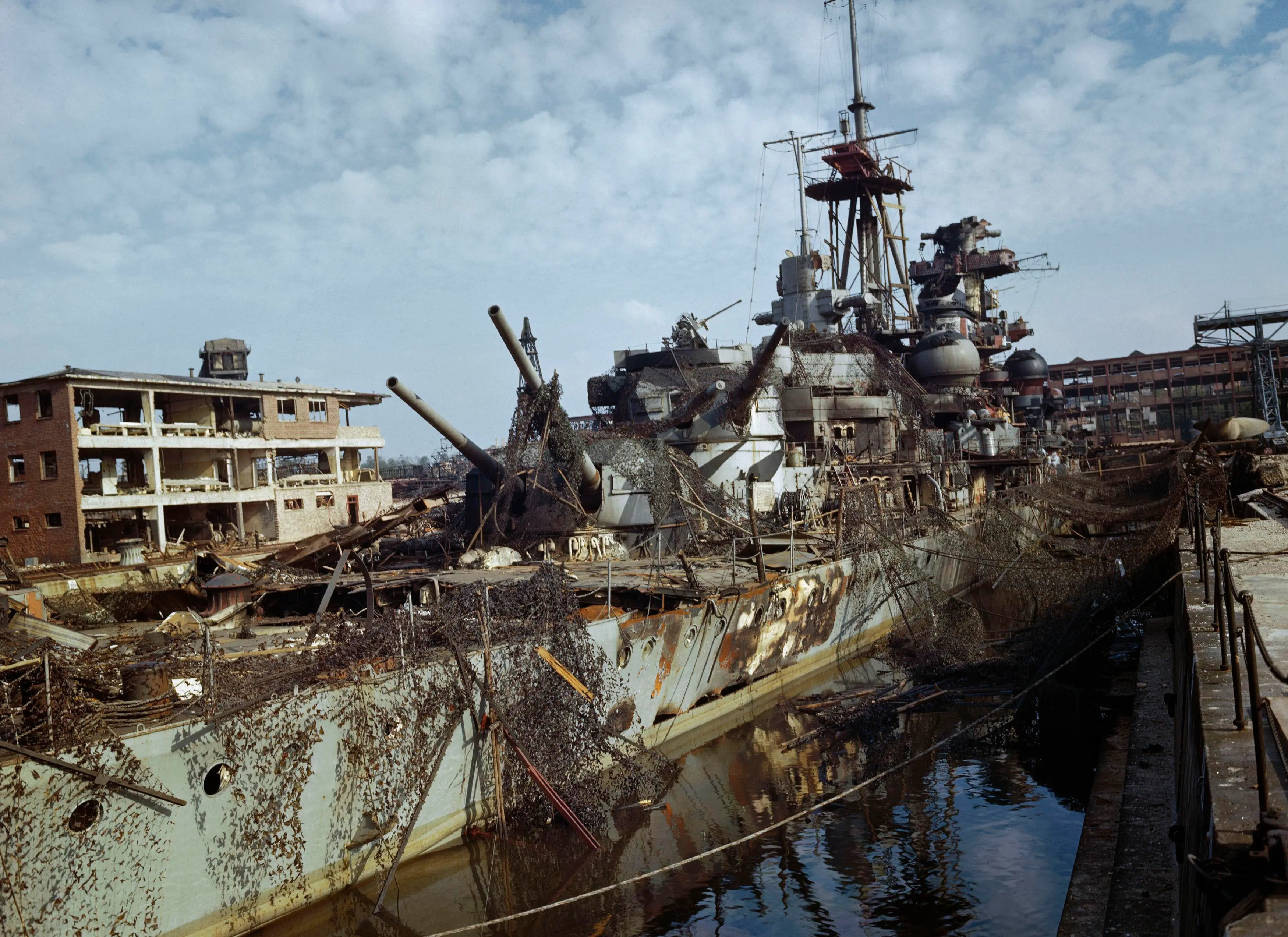
Admiral Hipper v suchém doku v Kielu 19. května 1945

Těžký křižník Admiral Hipper byl sice zařazen do služby již koncem dubna 1939, ale ještě 1. září nebyl plně bojeschopný. Svůj bojový křest prodělal při obsazování Norska (operace Weserübung). 8. dubna 1940 se severozápadně od norského města Trondheim střetl s britským torpédoborcem Glowworm. Hipper byl v boji poškozen a Glowworm potopen. Následujícího dne vplul Admiral Hipper do Trondheimsfjordu a přistál v trondheimském přístavu, v čemž mu málo účinná palba pobřežních baterií nedokázala zabránit. Invazní jednotky z křižníku poté obsadily město a vztyčily zde německou vlajku.
V červnu 1940 se Admiral Hipper společně s bitevními křižníky Scharnhorst a Gneisenau zúčastnil operace Juno, při níž byly v rámci narušování britských obchodních cest potopeny tři menší britské lodě. V obchodní válce probíhající mezi Severním mysem (Nordkapp) a Špicberkami potopil nákladní loď. Po nutných opravách ve strojovně provedených v Kielu a v Hamburku vyplul 30. listopadu 1940 opět do Atlantiku, kde dále napadal obchodní lodi. Jeho základnou se stal francouzský Brest. Při svém prvním výpadu v prosinci 1940 poškodil těžký křižník Berwick chránící konvoj WS-5A a při nuceném návratu do Brestu potopil nákladní loď. Opravy ve strojovně si vyžádaly celý měsíc. Při dalším výpadu do Atlantiku narazil 12. února 1941 na nechráněný konvoj SLS-64. Potopil sedm z devatenácti lodí. Ostatní plavidla zrušila formaci a díky špatnému počasí a skutečnosti, že křižníku došla dělostřelecká munice, se jim podařilo „přežít“.
28. února se Admiral Hipper vrátil do Kielu, aby se podrobil úpravám palivových nádrží, jež měly zvýšit jeho akční rádius. Poté se přesunul do oblasti Norska, kde měl od března 1942 za úkol napadat takzvané arktické konvoje, jejichž pomocí Spojenci zásobovali Sovětský svaz. Měl též spolu s dalšími loděmi zabránit předpokládané britské invazi do Norska. V červenci téhož roku tak byl nasazen proti konvoji PQ-17. 30. listopadu 1942 vyplul společně s obrněným křižníkem Lützow a šesti torpédoborci k útoku proti konvoji JW-51B. Na Silvestra se střetl v bitvě v Barentsově moři se šesti britskými doprovodnými plavidly, jež úspěšně chránily konvoj, a dokonce potopily jeden německý torpédoborec. Hipper byl sice poškozen, ale podařilo se mu potopit minolovku Bramble a torpédoborec Achates. Neúspěch této operace nazvané Regenbogen (Duha) rozzuřil Hitlera, který prohlásil, že velké válečné lodě jsou k ničemu. Proto byl křižník Admiral Hipper 1. dubna 1943 vyřazen ze služby a odeslán do Gdyně. V březnu 1944 však byl opět zařazen zpět jako školicí loď.
30. ledna 1945 vyplul Admiral Hipper s 1530 uprchlíky a zraněnými z východní fronty na palubě z Gdyně do Kielu. Tam byl 3. dubna zasažen při náletu a 2. května 1945 v docích potopen. V roce 1946 byl vrak vyzdvižen a odtažen do Heikendorfské zátoky u Kielu. Zde byl v letech 1948–1949 zlikvidován.